# Tetradecaan
Tetradecaan is een verzadigde organische verbinding met als brutoformule C14H30. De stof komt voor als een kleurloze vloeistof, die door hydrofobe eigenschappen onoplosbaar is in water. Het is wel goed oplosbaar in de meeste organische oplosmiddelen, zoals benzeen, di-ethylether, ethanol, aceton en tolueen. De verbinding kent 1858 structuurisomeren.
Tetradecaan reageert met oxiderende verbindingen.